# Dây chằng
Dây chằng là mô liên kết sợi kết nối xương này với xương khác. Các dây chằng khác trong cơ thể bao gồm:
- Dây chằng phúc mạc: một nếp gấp phúc mạc hoặc màng khác.
- Dây chằng của thai nhi: tàn dư của cấu trúc ống của thai nhi.
- Dây chằng nha chu: một nhóm các sợi gắn xi măng răng vào xương ổ răng xung quanh.

Dây chằng tương tự như gân và băng cơ (còn gọi là bao mô cơ, tiếng Anh: fascia) vì chúng đều được làm từ mô liên kết. Sự khác biệt trong chúng là ở các kết nối mà chúng tạo ra: dây chằng nối một xương với xương khác, gân nối cơ với xương, còn băng cơ kết nối cơ với các cơ khác. Tất cả đều được tìm thấy trong hệ thống xương của cơ thể con người.
Nghiên cứu về dây chằng là desmology (từ tiếng Hy Lạp δεσμός, desmos, "liên kết"; và -λογία, -logia).

## Dây chằng khớp

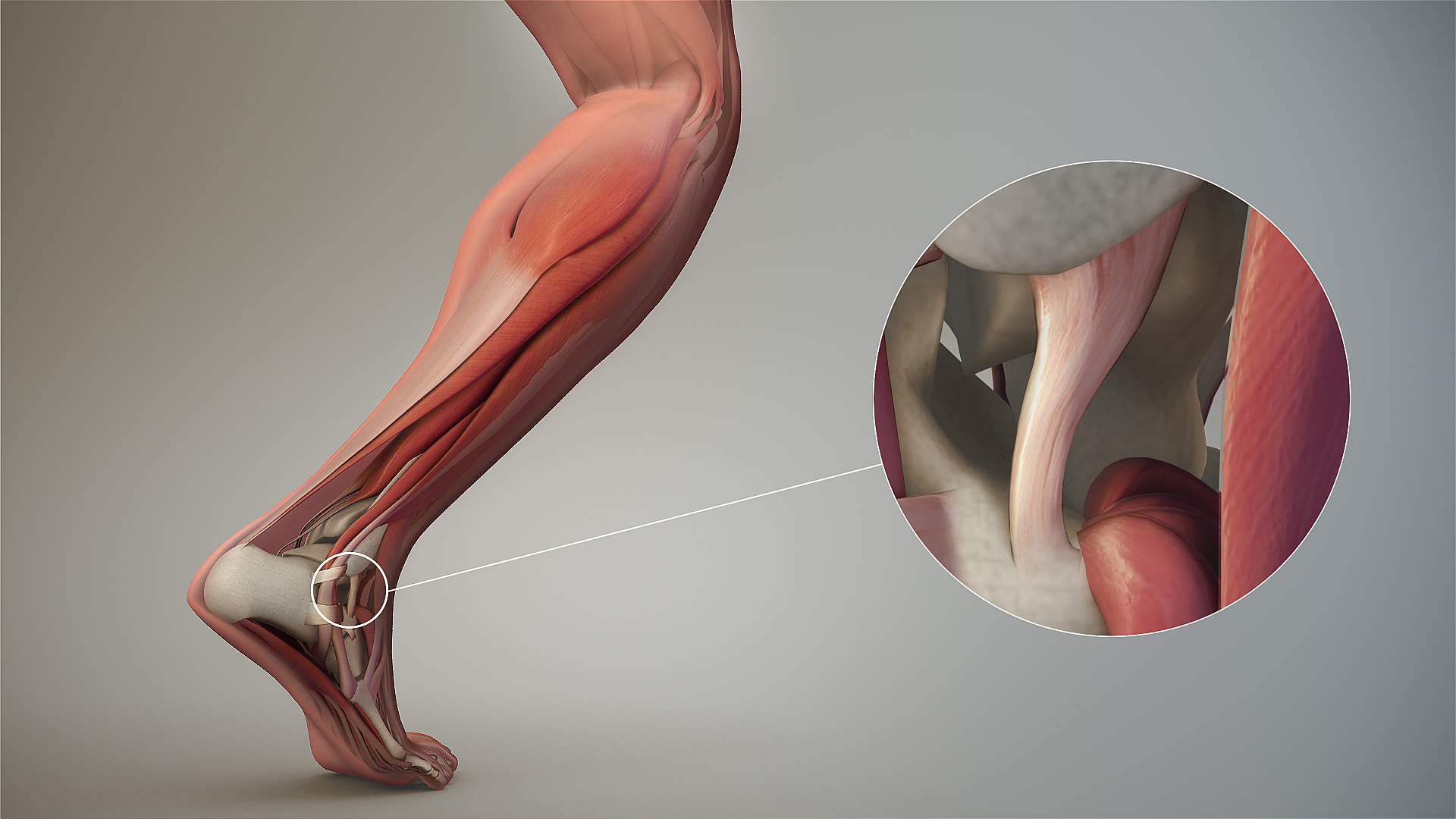
Dây chằng khớp.

"Dây chằng" thường được dùng để chỉ một dải gồm các bó mô liên kết dày đặc đều đặn được làm từ các sợi collagen, với các bó được bảo vệ bởi các lớp mô liên kết không đều dày đặc. Dây chằng kết nối xương với xương khác để tạo thành khớp, trong khi gân kết nối xương với cơ. Một số dây chằng hạn chế khả năng di chuyển của khớp nối hoặc ngăn chặn hoàn toàn các chuyển động nhất định.
Dây chằng mũ là một phần của nang khớp bao quanh khớp hoạt dịch. Chúng đóng vai trò là hỗ trợ lực cơ học. Dây chằng ngoài kết hợp với nhau hài hòa với các dây chằng khác và mang lại sự ổn định cho khớp. Dây chằng bên trong, ít phổ biến hơn, cũng cung cấp sự ổn định nhưng cho phép phạm vi chuyển động lớn hơn nhiều. Dây chằng chéo là dây chằng ghép đôi dưới dạng chữ thập.
Dây chằng có độ nhớt. Chúng dần bị kéo căng khi bị căng thẳng và trở lại hình dạng ban đầu khi căng thẳng được loại bỏ. Tuy nhiên, chúng không thể giữ lại hình dạng ban đầu khi kéo dài qua một điểm nhất định hoặc trong một khoảng thời gian kéo dài. Đây là một lý do tại sao khớp bị trật phải được đưa về vị trí cũ càng nhanh càng tốt: nếu dây chằng kéo dài quá nhiều, thì khớp sẽ bị yếu đi, dễ bị trật khớp trong tương lai. Vận động viên, vận động viên thể dục dụng cụ, vũ công và võ sĩ thực hiện các bài tập kéo dài để kéo dài dây chằng, làm cho khớp của họ dẻo dai hơn.
Hậu quả của dây chằng bị đứt có thể là sự mất ổn định của khớp. Không phải tất cả các dây chằng bị đứt đều cần phẫu thuật. Mô sẹo có thể ngăn chặn quá trình phục hồi. Nếu không thể nối dây chằng bị đứt, thủ thuật Brunelli giúp cố định lại khớp. Sự mất ổn định của khớp có thể theo thời gian dẫn đến mòn sụn và cuối cùng là viêm xương khớp.